# STS-34
STS-34 — політ за програмою НАСА «Спейс Шаттл» космічного човника «Атлантіс». Це був 31-й запуск шаттла і 5-й політ «Атлантіса». Одним із головних завдань польоту був запуск космічного апарата «Галілео».

## Екіпаж
- Дональд Вільямс (англ. Donald Edward Williams) (2), командир;
- Майкл Маккаллі (1), пілот;

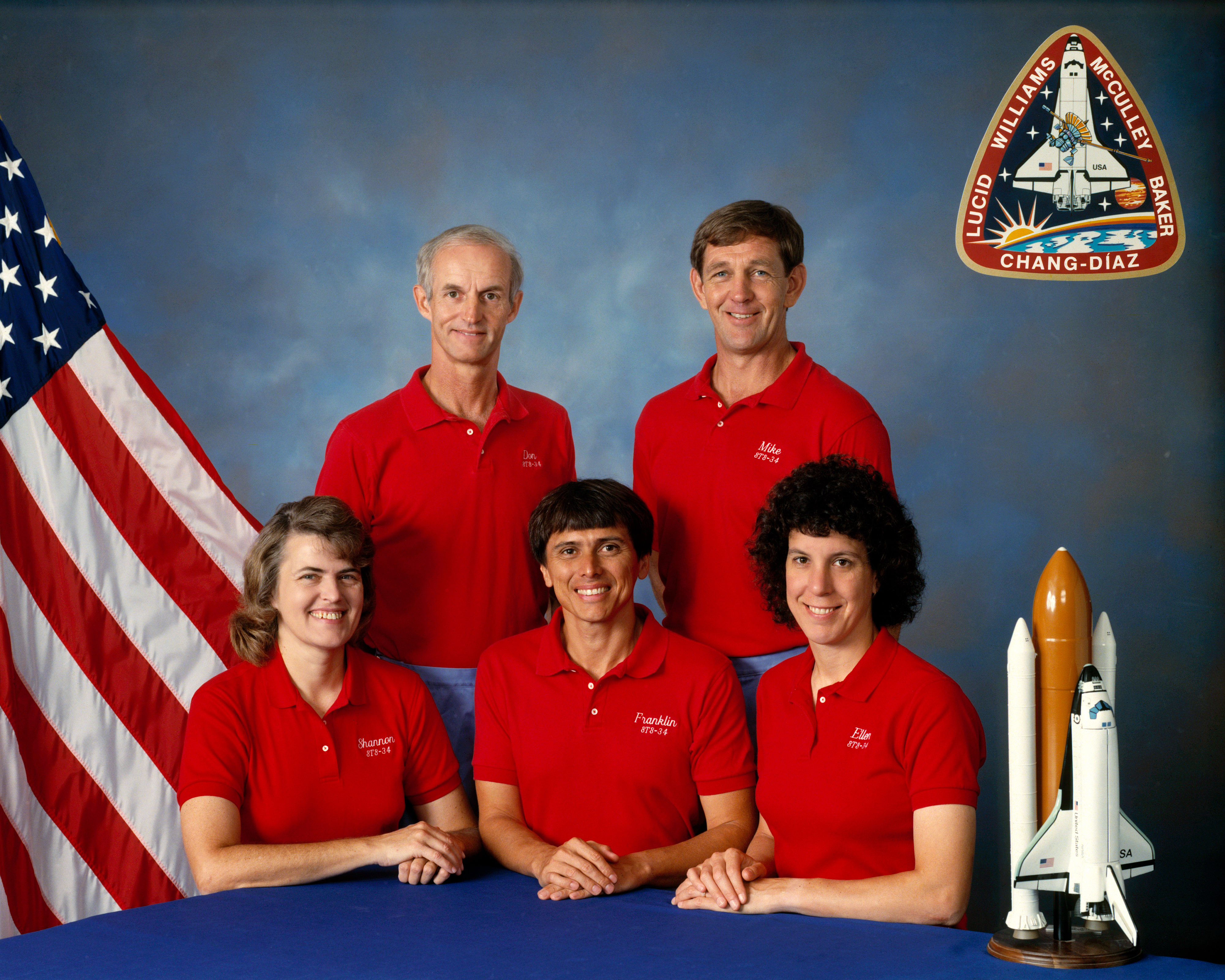
Екіпаж STS-34 (зліва направо): Задній ряд: Вільямс і Маккаллі. Передній ряд: Лусід, Чанг-Діас, Бейкер

- Франклін Чанг-Діас (англ. Franklin Ramon Chang-Diaz) ;(2), спеціаліст за програмою польоту;
- Шеннон Лусід (2), спеціаліст за програмою польоту;
- Еллен Бейкер (1), спеціаліст за програмою польоту.

## Факти
Відео польоту було використано в псевдодокументальному фільм 2005 року «Далека синя височінь».

## Галерея

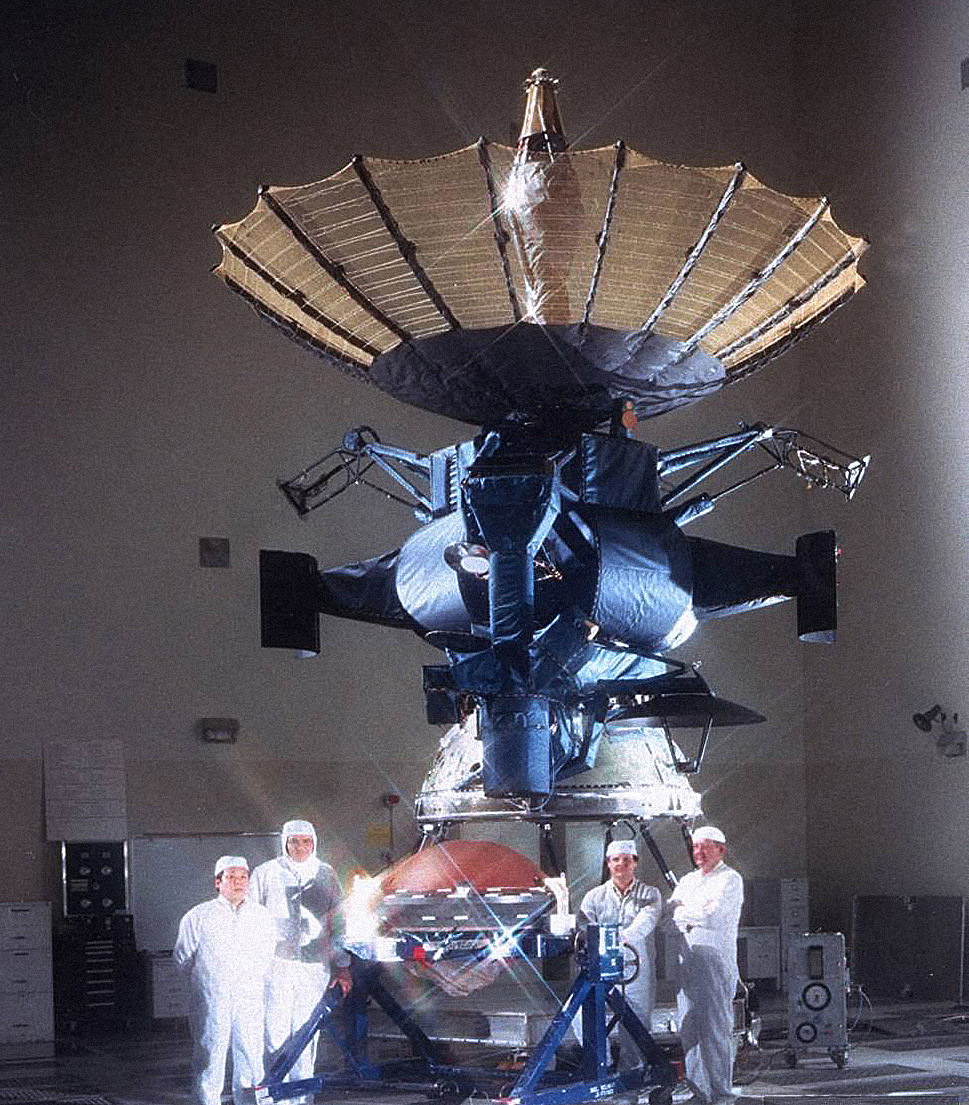
«Галілей» готується до запуску.
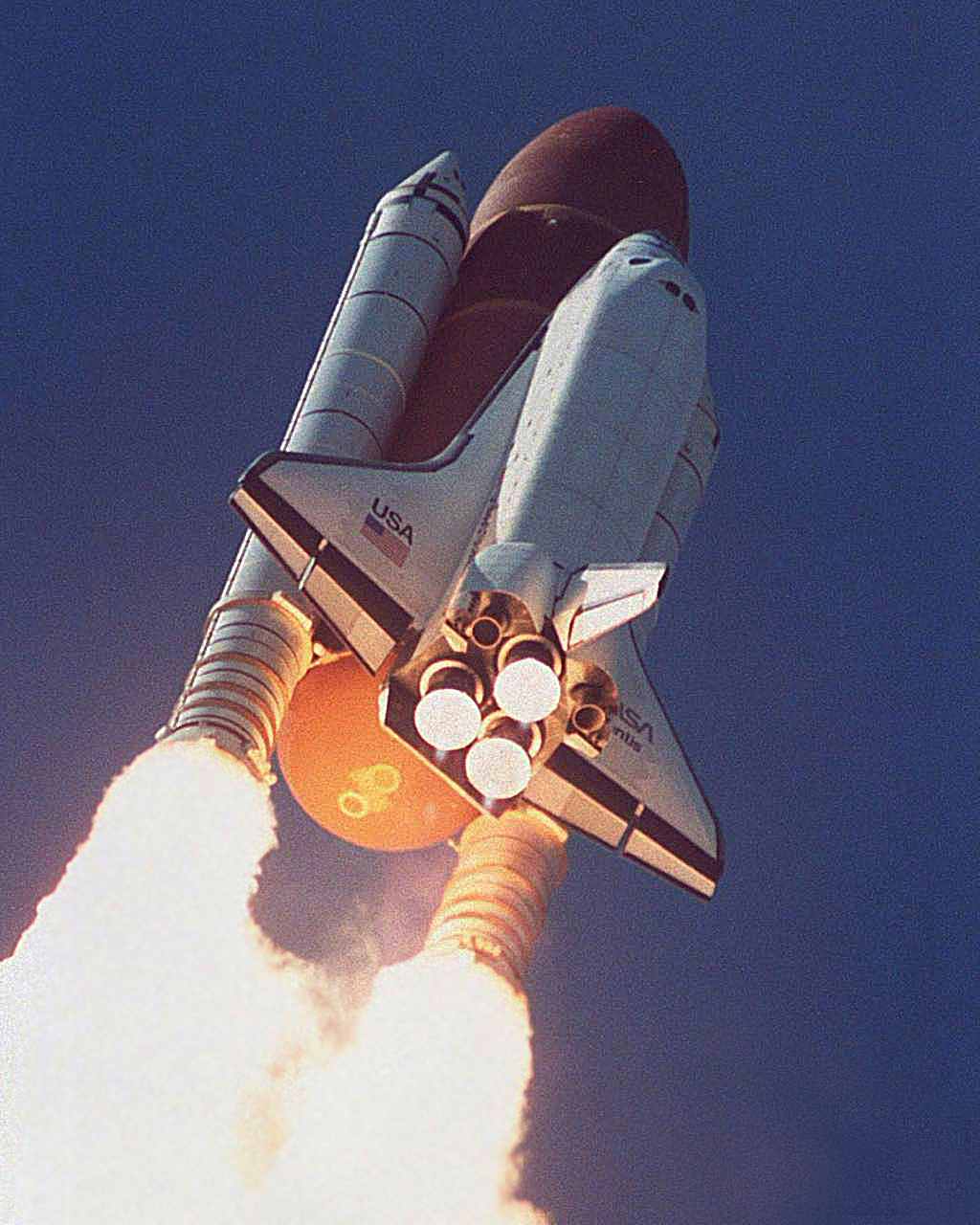
Запуск знизу.
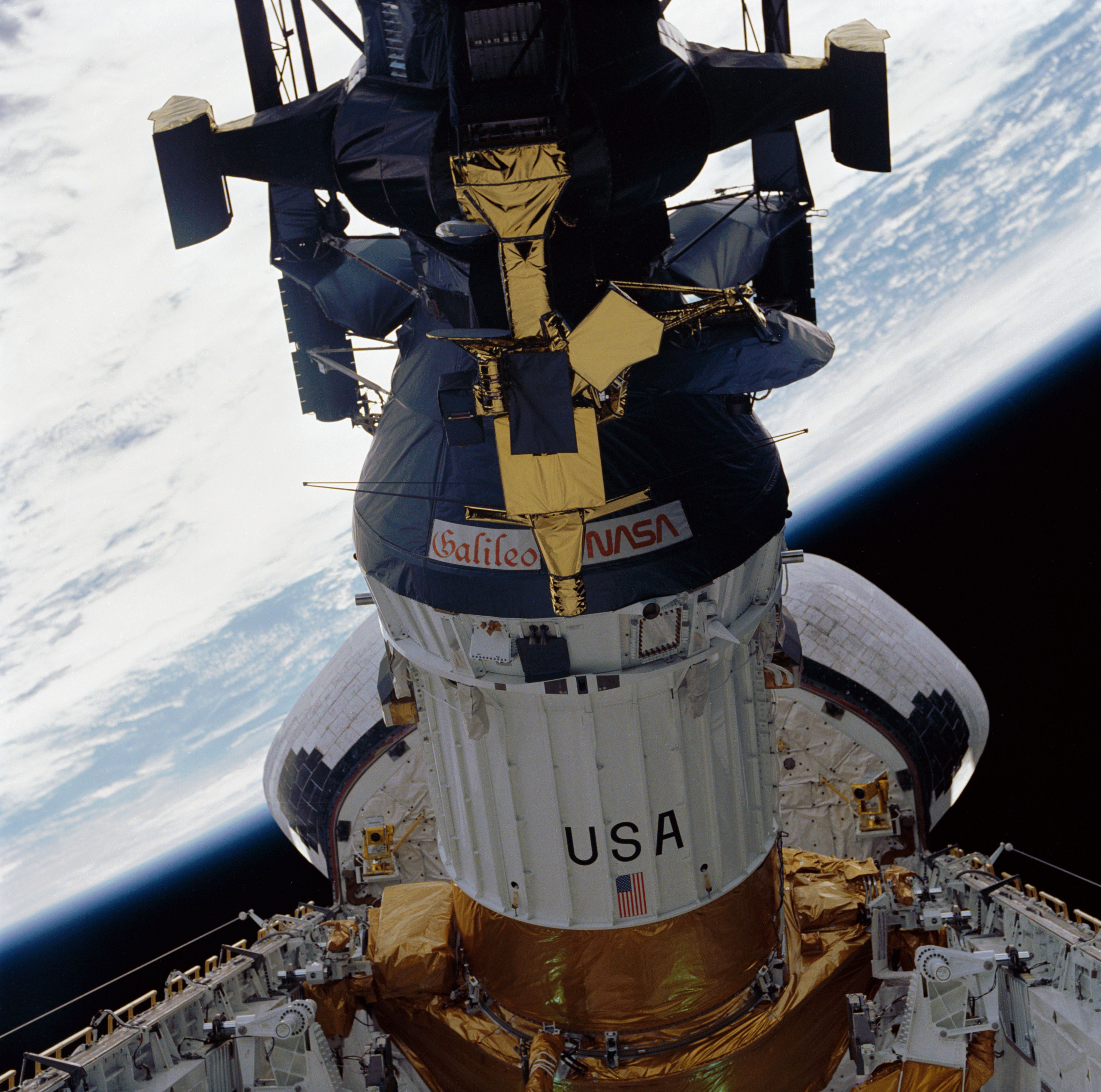
Розгортання «Галілея»
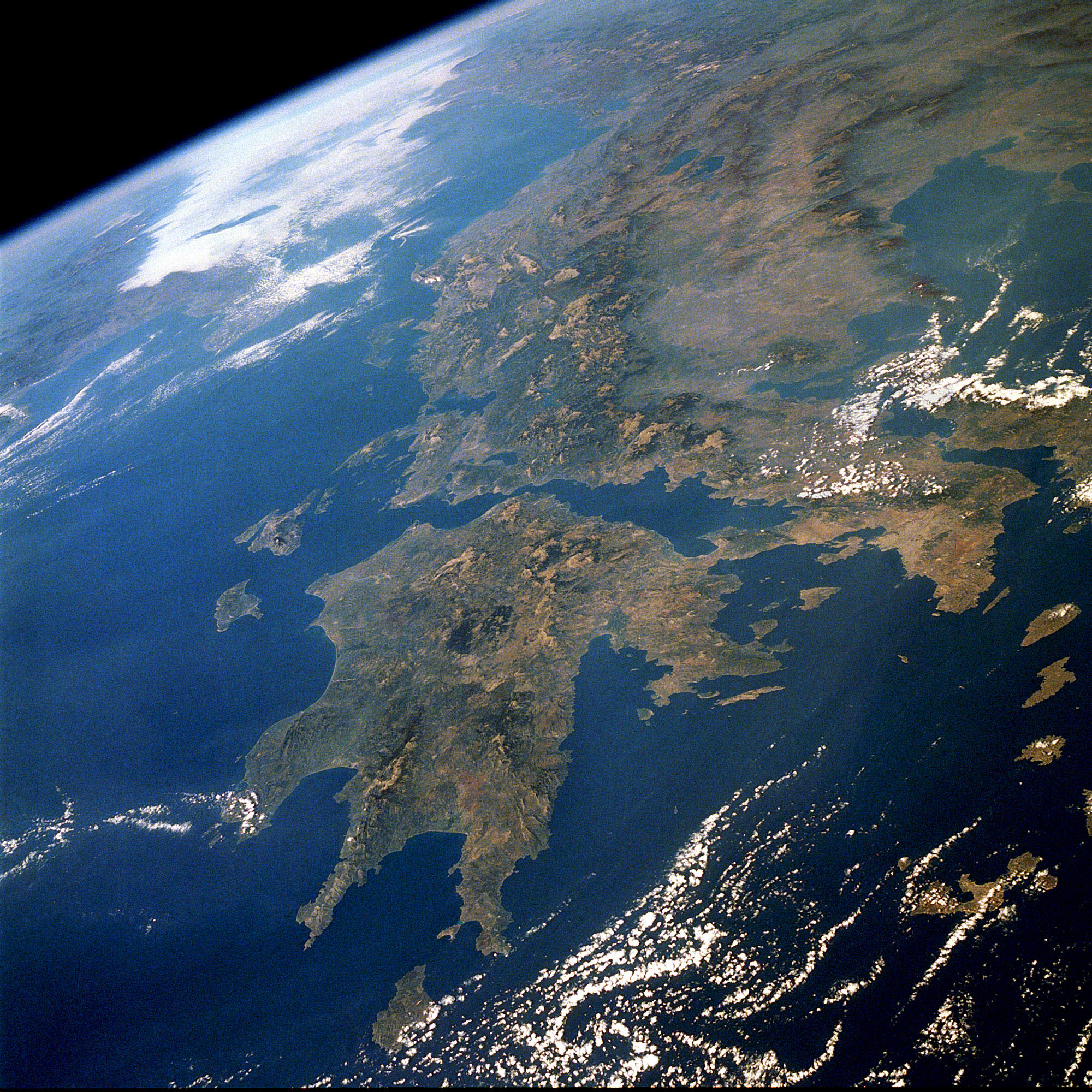
Греція. Знімок з орбіти
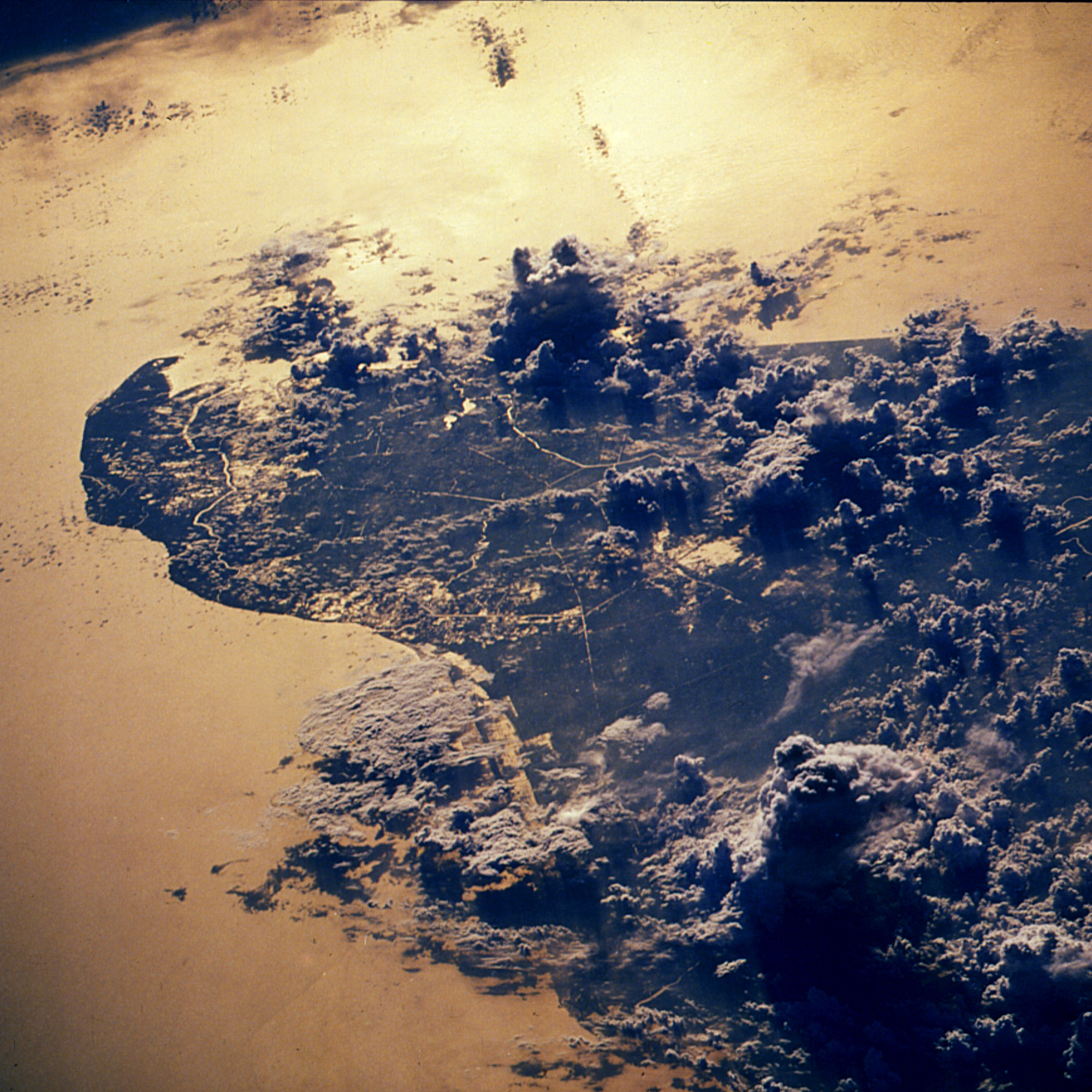
Дельта річки Меконг з космосу.
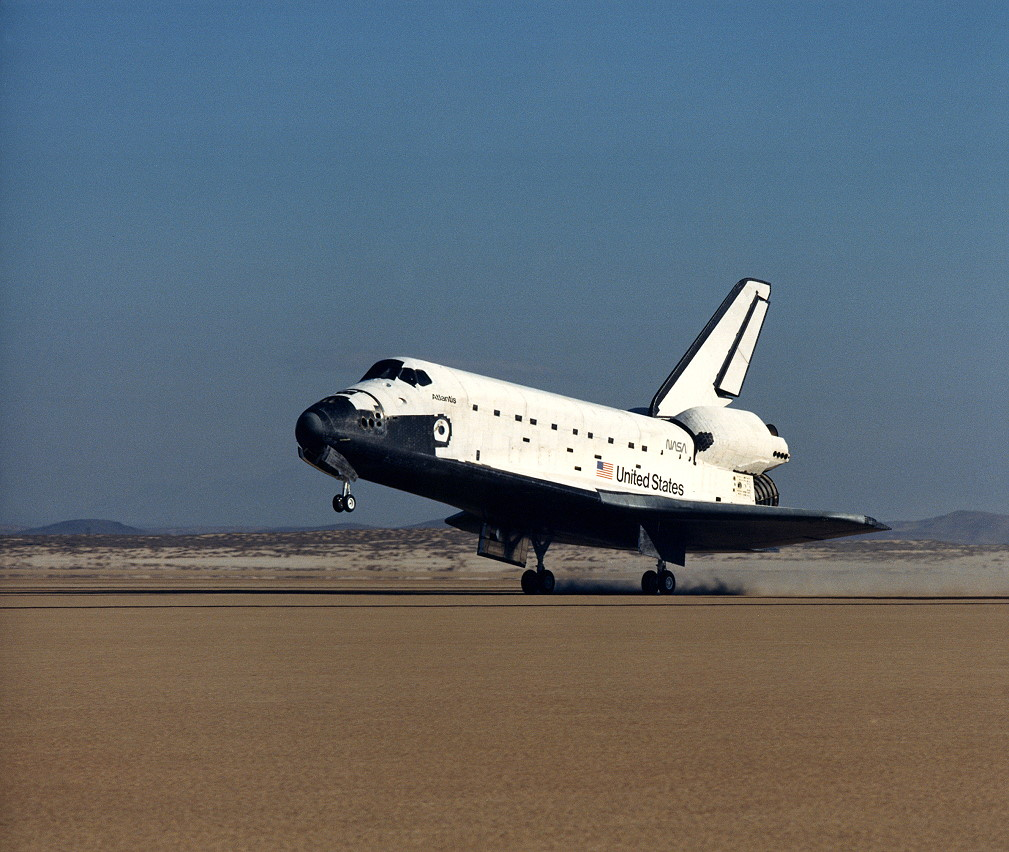
Атлантіс приземляється на авіабазі «Едвардс».